# Hervormde kerk (Schipluiden)
De Hervormde Kerk van Schipluiden is het oudste gebouw van het Nederlandse dorp Schipluiden (gemeente Midden-Delfland). Er bestaat al sinds 1294 een parochie op deze plaats. Na veel verbouwingen (in de 16e, 17e, 19e en 20e eeuw) heeft de kerk zijn huidige vorm gekregen.

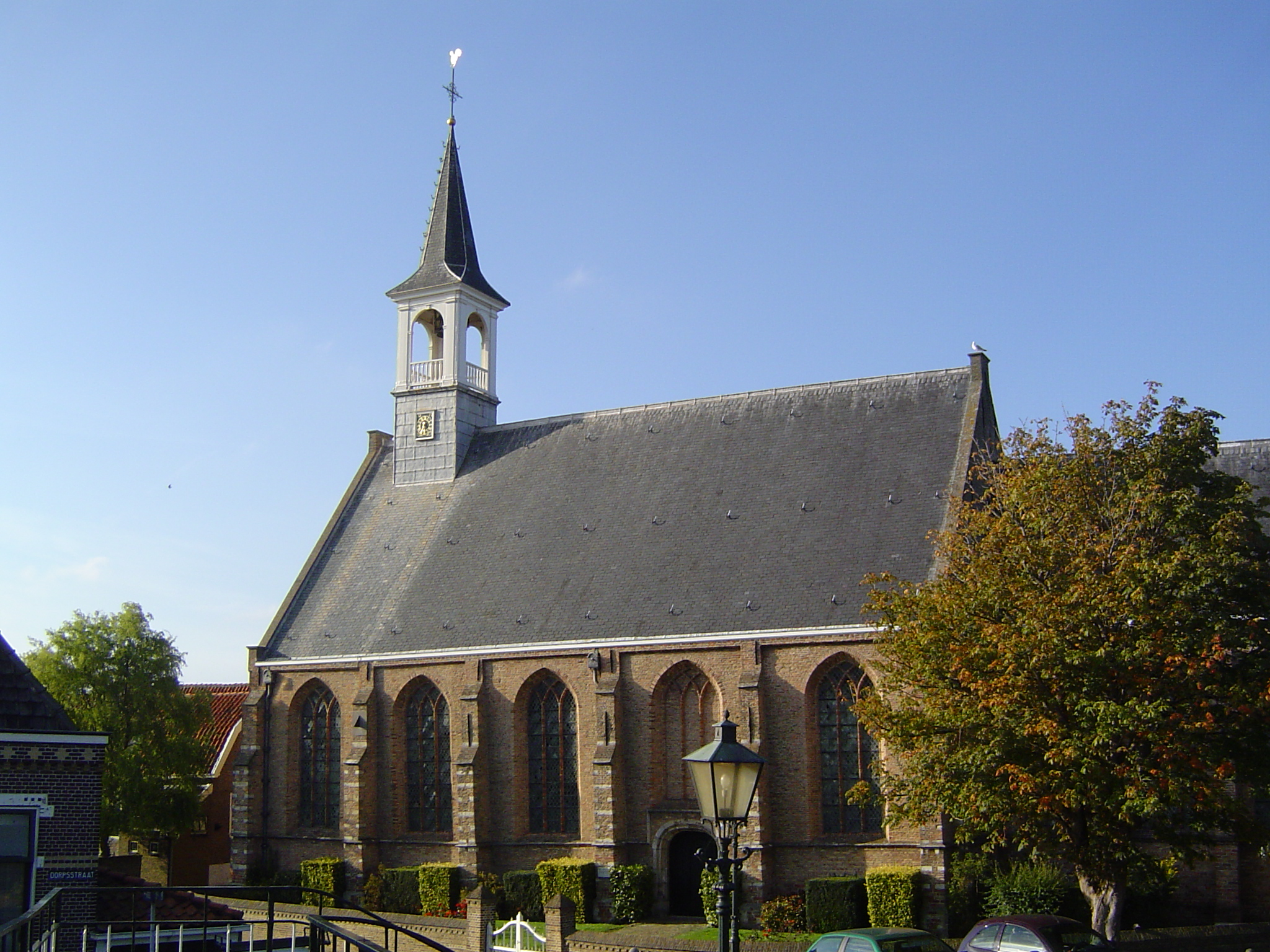

De kerk werd gebouwd in de traditie van de Hollandse gotiek. Het kerkgebouw heeft een eenbeukig schip en een drie traveeën diep, smaller koor met een driezijdige sluiting en houten tongewelven met trekbalken en korbelen. De vensters hebben bakstenen traceringen. Het bevat vele bezienswaardigheden, onder andere enkele 17e-eeuwse heren- en schepenbanken, waarvan sommige met gesneden wapenschilden, een doophek en gesneden koorhek uit dezelfde eeuw, een grafkelder van het voormalige kasteel Keenenburg, grafzerken uit de 17e en 18e eeuw, en een 17e-eeuwse preekstoel. Een stenen zonnewijzer in een steunbeer van de kerk. In de toren een mechanisch uurwerk met elektrische opwinding, van klokkengieterij Van Bergen.

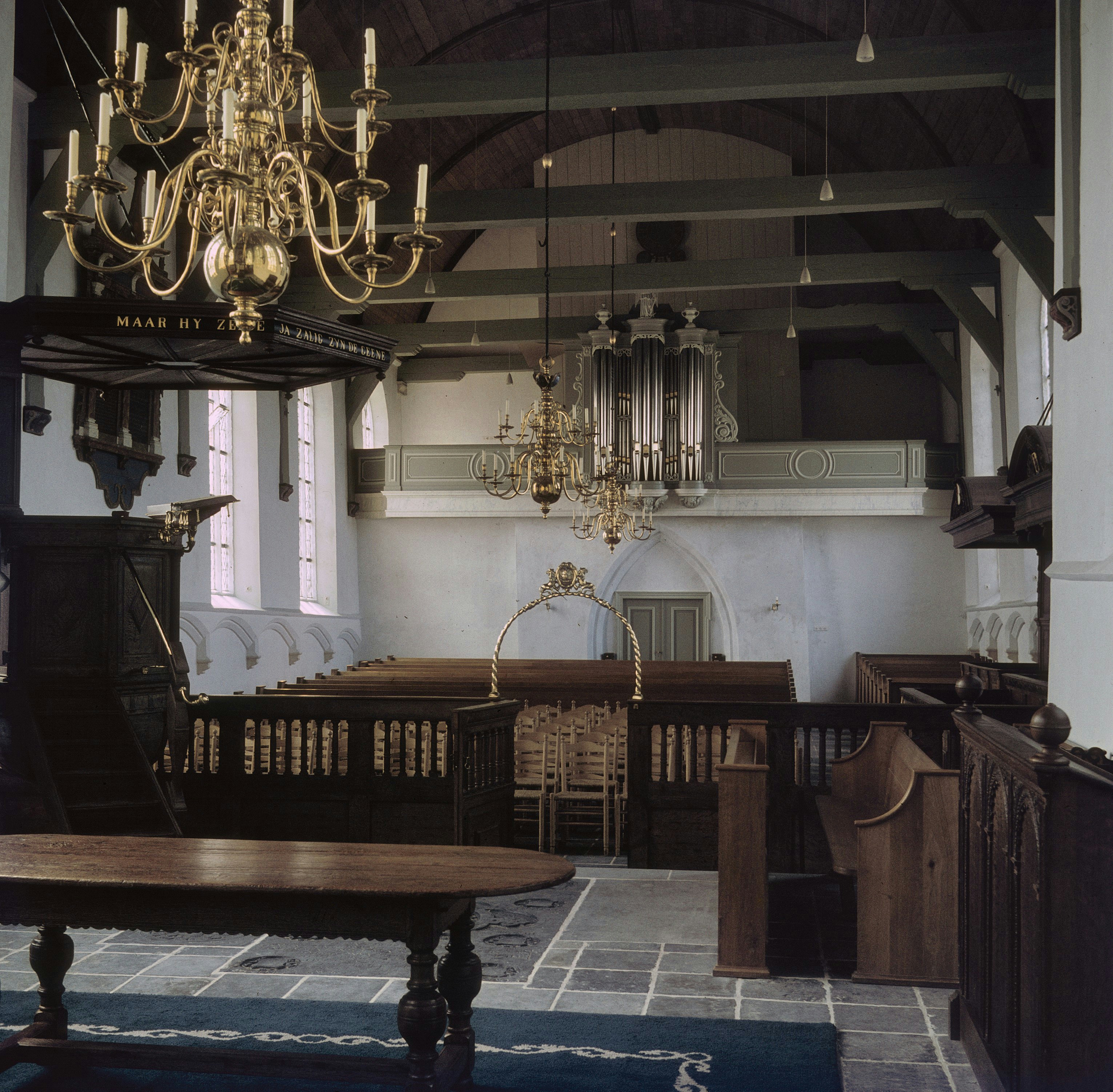
Overzicht interieur, met orgel
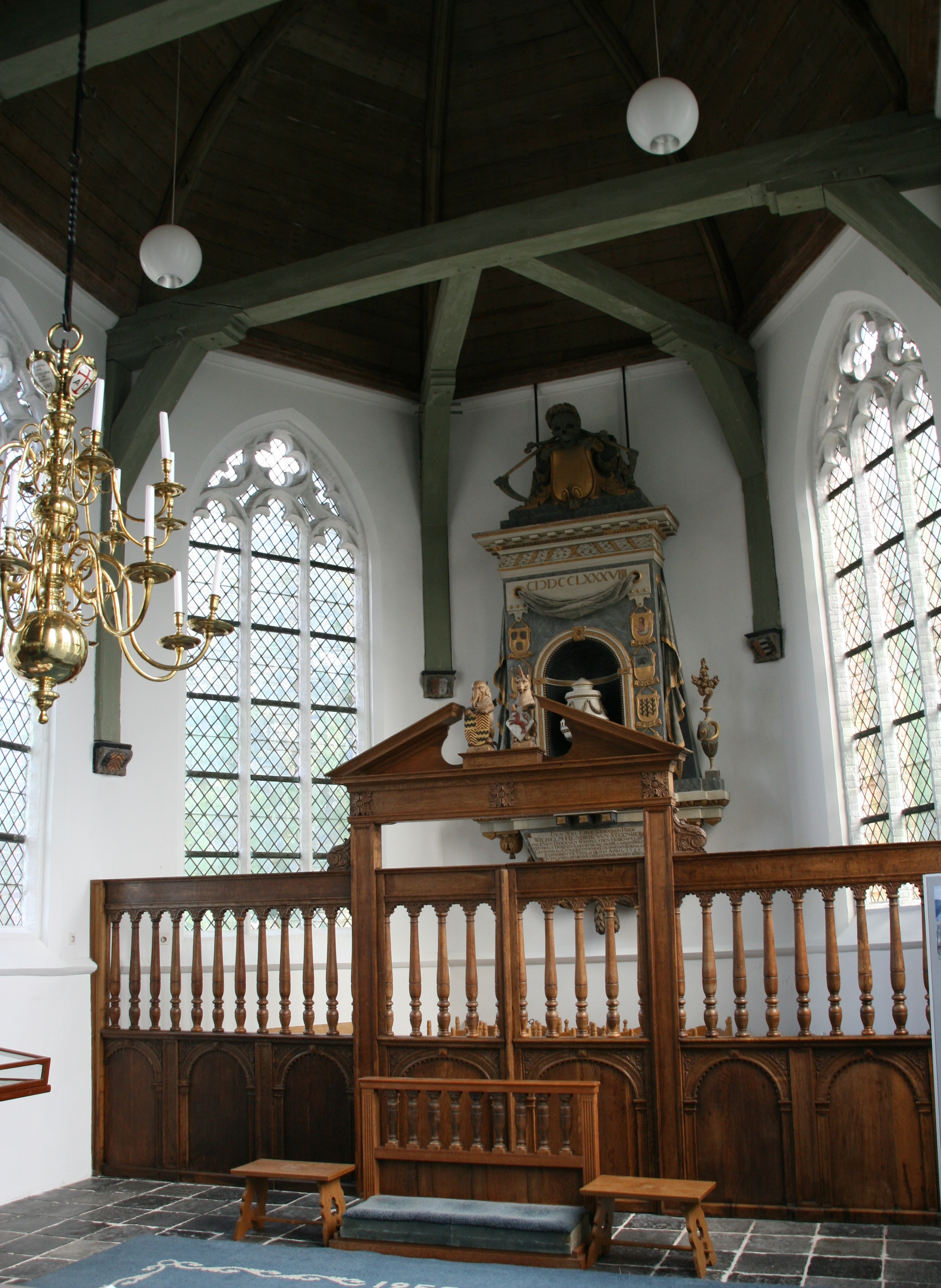
Het koor van de kerk
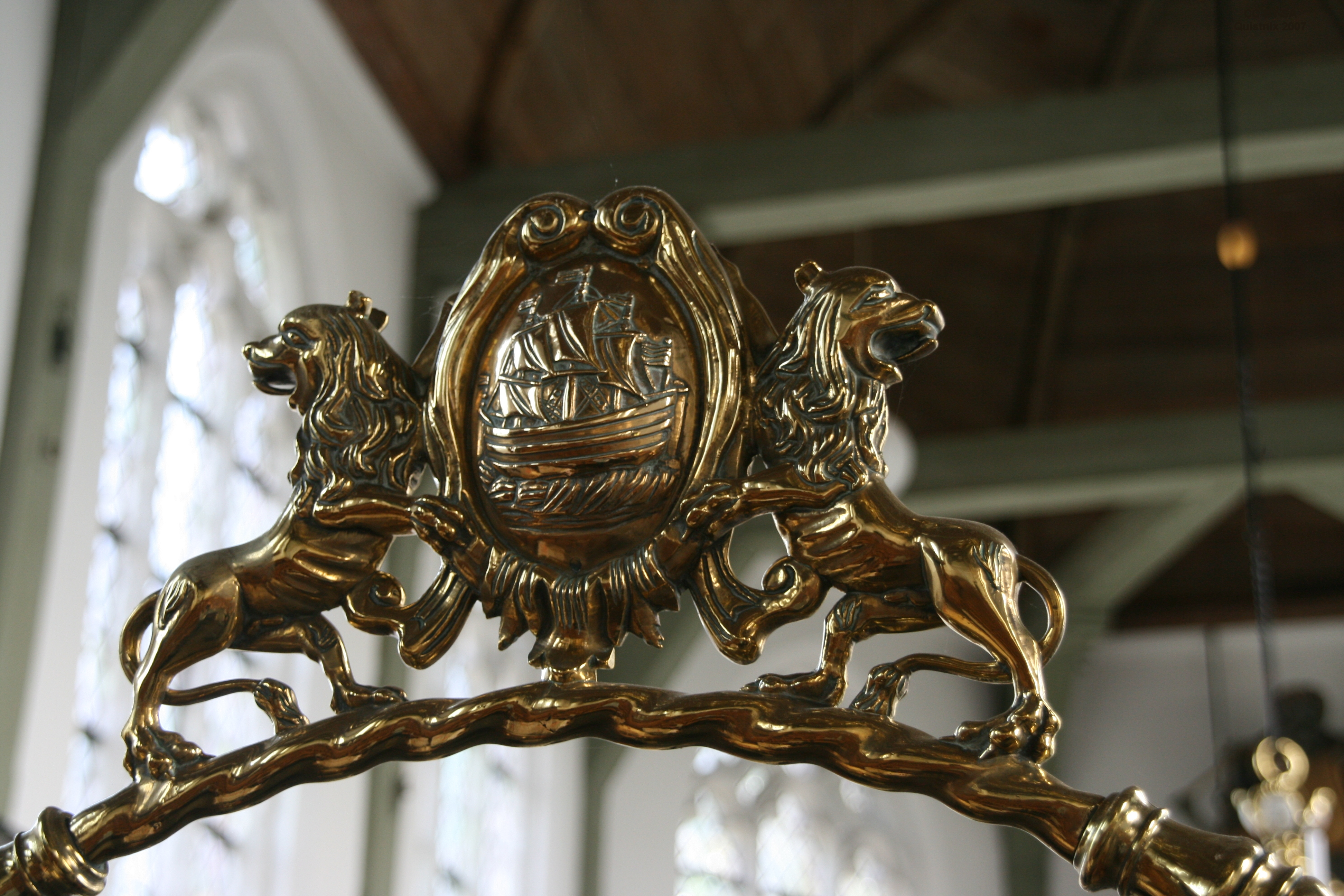
Detail van het interieur
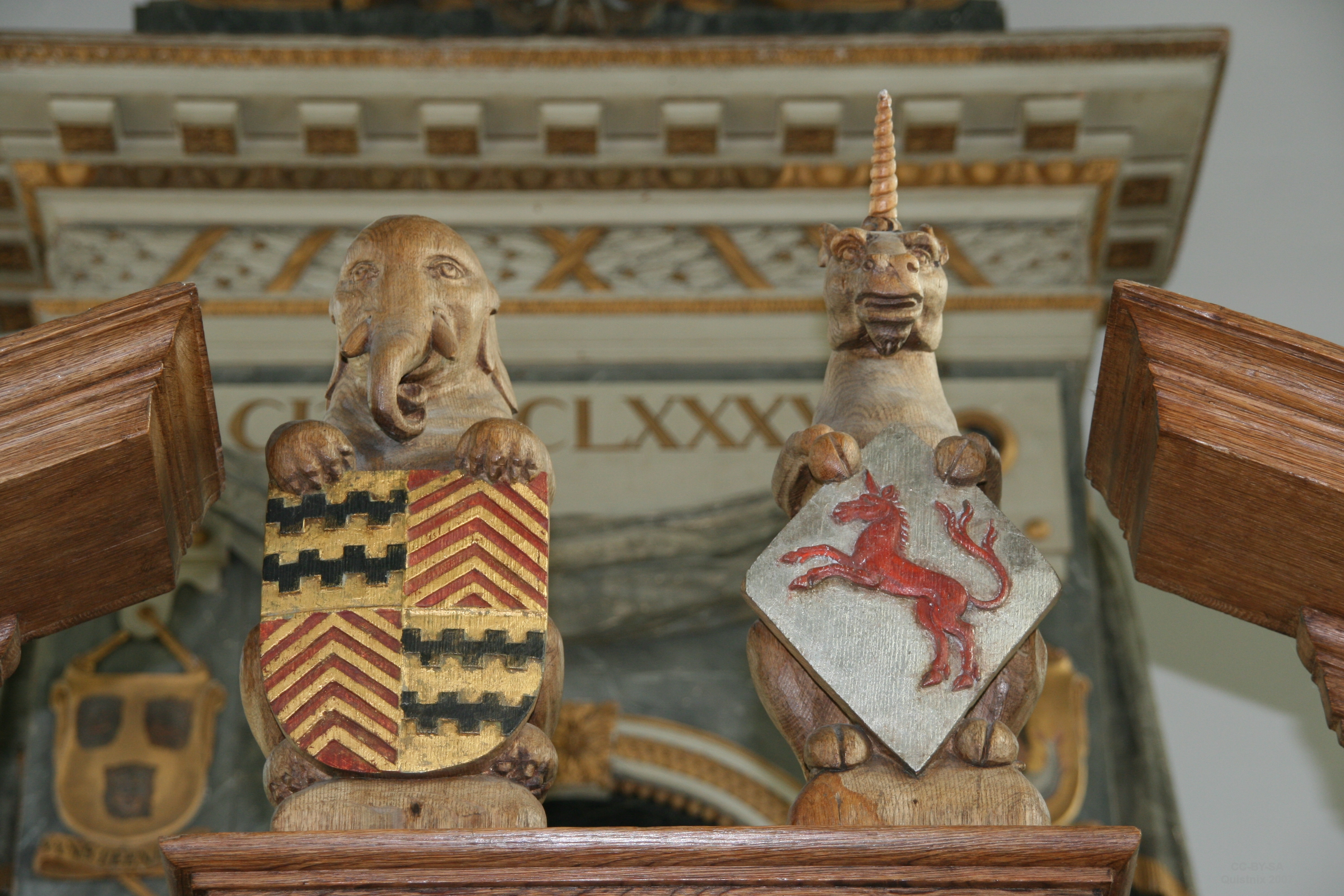
Detail van het koorhek